# NGC 2887
NGC 2887 ist eine elliptische Galaxie vom Hubble-Typ E-S0 im Sternbild Kiel des Schiffs. Sie ist schätzungsweise 119 Millionen Lichtjahre von der Milchstraße entfernt.
Das Objekt wurde am 8. März 1834 von John Herschel entdeckt.